# الإدراك (مسلسل تلفزيوني)
الإدراك هو مسلسل درامي أمريكي من نوع الجريمة من إنتاج كينيث بيلر ومايك سوسمان. يقوم إريك ماكورماك بدور دانيال بيرس، وهو طبيب نفساني عصبي يعاني من الفصام ويساعد مكتب التحقيقات الفيدرالي في بعض من أكثر قضاياه تعقيدًا.
عُرض المسلسل في الولايات المتحدة على قناة تي إن تي بين ٩ تموز ٢٠١٢ و١٧ آذار ٢٠١٥، وأُنتج من قبل استوديوهات هيئة الإذاعة الأمريكية. في ١٣ تشرين الثاني ٢٠١٤، أعلنت تي إن تي إلغاء المسلسل بعد ثلاثة مواسم. وبدأ عرض الحلقات المتبقية من الموسم الثالث في ١٧ شباط ٢٠١٥.

## نظرة عامة
دانيال بيرس، طبيب نفساني عصبي موهوب لكنه غريب الأطوار، يُستدعى من قبل مكتب التحقيقات الفيدرالي للمساعدة في حل بعض من أكثر قضاياه تعقيدًا في شيكاغو. يعمل بيرس عن كثب مع العميلة الخاصة كايت مورِتي، وهي طالبة سابقة قامت بتجنيده للعمل مع المكتب. كما يضم الفريق ماكس لويكي، مساعد بيرس في التدريس، ونتالي فينسنت، وهي هلوسة ناتجة عن فصامه وتؤدي دور صديقته المقربة.
تبدأ الحلقات عادة بمشهد يُلقي فيه بيرس محاضرة لطلابه حول جانب من الدماغ البشري يصبح مهمًا ضمن حبكة الحلقة. وغالبًا ما تنتهي الحلقات بملاحظات يوجهها للطلاب حول تناقضات الإدراك البشري.

## الحلقات
| الموسم | عدد الحلقات | تاريخ العرض الأول | تاريخ العرض الأخير |
| ------ | ----------- | ----------------- | ------------------ |
| 1      | 10          | 9 تموز 2012       | 17 أيلول 2012      |
| 2      | 14          | 25 حزيران 2013    | 18 آذار 2014       |
| 3      | 15          | 17 حزيران 2014    | 17 آذار 2015       |

## الممثلين والشخصيات

### الممثلين الرئيسين
- إريك ماكورماك بدور دانيال جيه. بيرس، طبيب نفسي وأستاذ في علم الأعصاب حائز على جائزة دافنبورت في جامعة شيكاغو ليك ميشيغان (الخيالية)، والذي عيّنه مكتب التحقيقات الفيدرالي (FBI) مستشارًا خبيرًا للمساعدة في بعضٍ من أكثر قضاياهم تعقيدًا. ينبع اهتمام بيرس بعلم الأعصاب من تاريخه الطويل مع الفصام البارانويدي . تُمكّنه هلاوسه أحيانًا من استنباط أدلة خفية لحل الجرائم. في الحلقة الختامية للموسم الثاني، يترك بيرس جامعة شيكاغو ليك ميشيغان بعد أن أدرك أن أعضاء هيئة التدريس يهتمون بصورة الجامعة ورعاتها أكثر من اهتمامهم بالتعليم، فينتقل إلى باريس . [1]
- راشيل لي كوك بدور العميلة الخاصة كاثرين روز "كيت" موريتي، طالبة بيرس السابقة وعميلة مكتب التحقيقات الفيدرالي التي جنّدته. تميل كيت إلى تجاوز نطاق التحقيق المُكلّف به، مما كلّفها وظيفة في واشنطن العاصمة وتسبب في تخفيض رتبتها وإعادتها إلى شيكاغو. كانت معجبة ببيرس خلال سنوات دراستها الجامعية، وهي أقرب حلفائه إليه. تتزوج هي ودوني مجددًا في الحلقة الأخيرة. [2]
- أرجاي سميث بدور ماكس لويكي، مساعد بيرس المُدرّس المُقيم، والذي يُساعده على التمييز بين الأشخاص الحقيقيين وهلاوسه الناجمة عن الفصام. [3] كُشف لاحقًا في حلقة "نيميسيس" من الموسم الأول أنهما التقيا عندما كان لويكي يعمل مُنظّمًا في نفس المستشفى النفسي الذي كان بيرس مُحتجزًا فيه بسبب مرضه العقلي. ثم طلب بيرس من لويكي مرافقته إلى شيكاغو بوعدٍ بالعمل مُدرّسًا مُساعدًا لماكس في إكمال دراساته العليا .
- كيلي روان بدور ناتالي فينسينت، صديقة بيرس المفضلة ومستشارة، والتي يدرك أنها مستوحاة من شخص رآه ذات مرة في حفلة جامعية في ميشيغان . [4] تلعب روان أيضًا دور كارولين نيوسوم، طبيبة بيرس النفسية والأساس الجسدي لناتالي.
- ليفار بيرتون بدور بول هالي، أستاذ الأنثروبولوجيا الثقافية وعميد بيرس في جامعة كليفلاند ميلووكي. كان هو وبيرس صديقين مقربين منذ أن كانا زميلين في السكن الجامعي. [5]
- سكوت وولف بدور مساعد المدعي العام الأمريكي دونالد "دوني" رايان (الموسم الثاني المتكرر، الموسم الثالث العادي)، زوج كيت السابق، الذي خانها مع صديقتها المقربة. وقد عاد مؤخرًا إلى شيكاغو في محاولة لإعادة إحياء علاقته بها.

### الممثلين الثانوين
- جوناثان سكارف في دور عميل مكتب التحقيقات الفيدرالي روجر بروبرت، شريك كيت السابق في العمل، والذي يتسم بسخرية شديدة تجاه أحكام بيرس.
- براد رو في دور وكيل مكتب التحقيقات الفيدرالي بوبي دالتون، شريك كيت الحالي في العمل.
- دان لوريا في دور جو موريتي، والد كيت الأرمل ، وهو محقق جرائم قتل متقاعد في إدارة شرطة شيكاغو ، والذي يدير الآن حانة في شيكاغو.
- شين كوفي في دور دانيال "دي جي" بيرس الشاب، قبل تشخيصه بالفصام البارانويدي.
- بيتر كويوت في دور جيمس آلان بيرس، والد دانييل الثري ولكن المنفصل عنه، والذي يعاني من مرض الزهايمر .
- جوبيث ويليامز في دور مارغريت بيرس، والدة دانييل الراحلة، التي توفيت بسبب السرطان قبل 25 عامًا، ولكنها تظهر مرة أخرى في هلوسات دانييل.
- بيري ريفز في دور ميراندا ستايلز، حب دانييل الأول الذي انفصل عنها حتى تتمكن من دراسة الموسيقى.
- جيمي بامبر بدور مايكل هاثاواي، أستاذ وسيم وموهوب في علم السلوك، عُيّن حديثًا في جامعة كليفلاند ميلووكي، ولا يكنّ له بيرس أي احترام. يُبدي اهتمامًا عاطفيًا بكيت.
- بروك نيفين بدور شيلبي كولسون، عضو لجنة قيادة البحيرات العظمى التي تمارس الضغط على دوني لخوض حملة انتخابية لمنصب عضو مجلس المدينة .
- كريستوفر جارتن في دور الأب بات، صديق طفولة كيت والقس في الكنيسة الكاثوليكية المحلية، الذي يساعد في إلغاء زواج كيت ودوني السابق حتى يتمكنا من الزواج مرة أخرى بشكل شرعي.

## الإنتاج

### التصور والتطوير
كان عنوان المسلسل في البداية "الدليل"، وقد أنشأه كينيث بيلر ومايك سوسمان، وظهر ضمن خطة التطوير لدى تي إن تي منذ عام ٢٠٠٩. في ٨ أيلول ٢٠١٠، وبعد أكثر من عام من التطوير، طلبت تي إن تي إنتاج حلقة تجريبية من المسلسل. كتب كينيث بيلر ومايك سوسمان الحلقة التجريبية، وكان آلان بول مرتبطًا بالمشروع كمخرج، وشارك الثلاثة كمنتجين تنفيذيين. عمل عالم الأعصاب ديفيد إيغلمن كمستشار تقني للمسلسل.
في ٢٢ آذار ٢٠١١، أعطت تي إن تي الضوء الأخضر لإنتاج المسلسل بعدد ١٠ حلقات للعرض في صيف ٢٠١٢. ومع الإعلان عن إنتاج المسلسل، أُعلن أن آلان بول لن يستمر كمنتج تنفيذي بعد الحلقة التجريبية، كما أُعلن أن شخصية ماكورماك قد أُعيدت تسميتها إلى دانيال بيرس.
في ١٧ آب ٢٠١١، أعلنت تي إن تي بدء تصوير الحلقات التسع المتبقية من المسلسل. أُنتج المسلسل من قبل استوديوهات هيئة الإذاعة الأمريكية.
في ١٣ تشرين الثاني ٢٠١٤، أعلنت تي إن تي إلغاء المسلسل بعد ثلاثة مواسم.

### طاقم التمثيل

طاقم عمل مسلسل Perception : (من اليسار إلى اليمين) راشيل لي كوك ، إريك ماكورماك ، أرجاي سميث ، كيلي روان

بدأت إعلانات اختيار الممثلين في تشرين الأول ٢٠١٠، وكان إريك ماكورماك أول من تم اختياره، حيث يجسد شخصية جيفري (التي أعيدت تسميتها لاحقًا إلى دانيال) بيرس، "عالم أعصاب غريب الأطوار يستخدم نظرته الفريدة لمساعدة الحكومة الفيدرالية على حل القضايا المعقدة. وبفضل معرفته الحميمة بالسلوك البشري وفهمه العميق للعقل، يستمد هذا الأستاذ الفريد من نوعه دروسًا من نظرته الغريبة والمتخيلة للعالم."
انضم آرجيه سميث بعد ذلك لتجسيد شخصية ماكس لويكي، "مساعد بيرس في التدريس، وهو طالب دائم قضى تسع سنوات في الجامعة وتخصص في ستة عشر مجالًا دون أن يحصل على أي شهادة. وتتمثل وظيفته الأساسية في إبقاء بيرس منضبطًا ومركّزًا."
تبعته رايتشل لي كوك في دور كايت روسي، "الطالبة السابقة لبيرس والمسؤولة عن تجنيده للعمل مع الحكومة." وقد أُعيدت تسمية الشخصية لاحقًا إلى كايت مورِتي.
كانت كيلي روان آخر من انضم إلى طاقم الممثلين، حيث جسدت شخصية نتالي فينسنت، "صديقة بيرس المقرّبة وندّه فكريًا."
مع الإعلان عن بدء الإنتاج، أعلنت الشبكة انضمام ليفار بورتون إلى المسلسل كضيف متكرر، حيث يجسد شخصية بول هايلي، "عميد في الجامعة".
في ٢٢ آب ٢٠١١، أُعلن عن انضمام جيمي بامبر في دور متكرر كـ "أستاذ جديد يلفت انتباه كايت مورِتي". في ١٤ تشرين الأول ٢٠١١، أعلنت العلاقات العامة لتي إن تي انضمام فريدي رودريغيز في دور من حلقتين يجسد فيه "طالبًا سابقًا غريب الأطوار للدكتور دانيال بيرس".
في ٢٩ كانون الثاني ٢٠١٣، انضم سكوت وولف للمسلسل في دور متكرر رئيسي بشخصية دوني، الزوج السابق لكايت، الذي يعمل كمساعد للمدعي العام للولايات المتحدة. في ١٣ شباط ٢٠١٤، وقّع بيتر كويَت على أداء دور ضيف في الموسم الثالث بشخصية جيمس ألان بيرس، والد دانيال.

### التصوير
رغم أن أحداث المسلسل تدور في شيكاغو، إلينوي، فقد تم تصوير الحلقة التجريبية في تورونتو، أونتاريو، كندا. وبعدها نُقل التصوير إلى لوس أنجلوس، كاليفورنيا.

## البث
عُرض مسلسل الإدراك على قناة تي في بي بيرل في هونغ كونغ في ١١ أيلول ٢٠١٢. في المملكة المتحدة وإيرلندا، بدأ عرضه على قناة ووتش في ٣ تشرين الأول ٢٠١٢. وعُرض الموسم الثاني في ٣ أيلول ٢٠١٣. في جنوب أفريقيا، بدأ عرضه على دي إس تي في في ٥ تشرين الثاني ٢٠١٢. في الهند، بدأ عرضه على قناة زي كافيه في ١٩ كانون الثاني ٢٠١٣. في أستراليا، عرضته قناة يونيفيرسال في ٣ نيسان ٢٠١٣. وعُرض الموسم الثالث في ٥ كانون الثاني ٢٠١٥. وعُرض للمرة الأولى على شاشة تي في إن زد في نيوزيلندا في ٢٢ كانون الثاني ٢٠١٤.

## الإصدار المنزلي
في ٢١ أيار ٢٠١٣، أُصدر الموسم الأول كاملًا على أقراص الفيديو الرقمية. كما أن المسلسل متاح للمشاهدة عبر الإنترنت على أمازون، ديزني+ ستار، آيتونز، وخدمة البث التابعة لهيئة الإذاعة الأمريكية.
| الإدراك: الموسم الأول الكامل | 21 مايو 2013 | 2 |

## روابط خارجية
- Perception  في قاعدة بيانات الأفلام على الإنترنت (بالإنجليزية)

 الولايات المتحدة